# Полховский, Владислав Юрьевич
Владислав Юрьевич Полховский (род. 17 июня 1998 года в Барановичах, Беларусь) — белорусский фигурист, выступающий в танцах на льду с Эмилией Колегановой. Они — вице-чемпионы Белоруссии (2019), победители первенства Беларуси среди юниоров, неоднократные призёры международных соревнований среди юниоров под эгидой ISU: двукратные серебряные призёры Volvo Open Cup (2015, 2016), серебряные призёры Mentor Torun Cup (2017), бронзовые призёры Tallinn Trophy (2014), участники чемпионатов мира среди юниоров (2017, 2019) и юношеских Олимпийских игр (2016).
По состоянию на 7 сентября 2019 года фигуристы занимают 45-е место в рейтинге Международного союза конькобежцев (ИСУ).

## Программы
(с Эмилией Колегановой)
| Сезон     | Ритм-танец | Произвольный танец | Показательный        |
| --------- | --- | --- | -------------------- |
| 2018—2019 | - «Corazon de oro» Tango al sur - «Otra Noche En La Viruta» Otros Aires                                                  | - «Never Enough» (из фильма «Величайший шоумен») Лорен Оллред - «The Greatest Show» (из фильма «Величайший шоумен») Хью Джекман, Кила Сеттл, Зак Эфрон, Зендая                                |                      |
| 2017—2018 | - Чача - Самба | - «Smallest Light» (из фильма «Космос между нами») Ингрид Майклсон - «Shine A Light» (из фильма «Космос между нами») Banners                                                                  |                      |
| 2016—2017 | - «Porcelain» Моби - «Wipe Your Eyes» Maroon 5                                                                           | - «(I've Had) The Time of My Life» (из фильма «Грязные танцы») Патрик Суэйзи - «She’s Like the Wind» (из фильма «Грязные танцы») Патрик Суэйзи - «Johnny's Mambo» (из фильма «Грязные танцы») | - «Nirvana» Сэм Смит |
| 2015—2016 | - Вальс из к/ф «Берегись автомобиля» Андрей Петров - Полька-галоп из к/ф «О бедном гусаре замолвите слово» Андрей Петров | - «Old Pop in an Oak» Rednex - «The Day Finger Pickers Took Over the World» Чет Аткинс |                      |
| 2014—2015 | - «Under the Sea» (из мультфильма «Русалочка») - «Kiss the Girl» (из мультфильма «Русалочка»)                            | - «Zorba's dance» Trio Hellenique |                      |

## Спортивные достижения
| Соревнование                                 | 14/15         | 15/16         | 16/17         | 17/18         | 18/19         |
| Международные                                | Международные | Международные | Международные | Международные | Международные |
| -------------------------------------------- | ------------- | ------------- | ------------- | ------------- | ------------- |
| Bosphorus Cup                                |               |               |               |               | 5             |
| Egna Trophy                                  |               |               |               |               | 6             |
| Международные среди юниоров                  |               |               |               |               |               |
| Чемпионаты мира среди юниоров                |               |               | 16            | WD            | 15            |
| Зимние юношеские Олимпийские игры            |               | 6             |               |               |               |
| Этапы юниорского Гран-при: Армения           |               |               |               |               | 9             |
| Этапы юниорского Гран-при: Австрия           |               | 10            |               |               |               |
| Этапы юниорского Гран-при: Белоруссия        |               |               |               | 7             |               |
| Этапы юниорского Гран-при: Хорватия          | 12            | 8             |               |               |               |
| Этапы юниорского Гран-при: Эстония           |               |               | 12            |               |               |
| Этапы юниорского Гран-при: Франция           |               |               | 10            |               |               |
| Этапы юниорского Гран-при: Польша            |               |               |               | 6             |               |
| Этапы юниорского Гран-при: Словакия          |               |               |               |               | 6             |
| Этапы юниорского Гран-при: Словения          | 13            |               |               |               |               |
| Ice Star                                     |               |               | 11            | 5             | 3             |
| Mentor Torun Cup                             |               |               | 2             |               |               |
| Open Andorra                                 |               |               |               | 8             |               |
| Rostelecom Crystal Skate                     | 2             |               |               |               |               |
| Tallinn Trophy                               | 3             | 6             |               |               |               |
| Volvo Open Cup                               | 8             | 2             | 2             |               |               |
| Национальные                                 |               |               |               |               |               |
| Чемпионаты Беларуси                          |               |               |               |               | 2             |
| Первенство Республики Беларусь среди юниоров | 1             | 2             | 1             |               |               |
| WD = снялись с соревнований                  |               |               |               |               |               |